# 吉美林巴

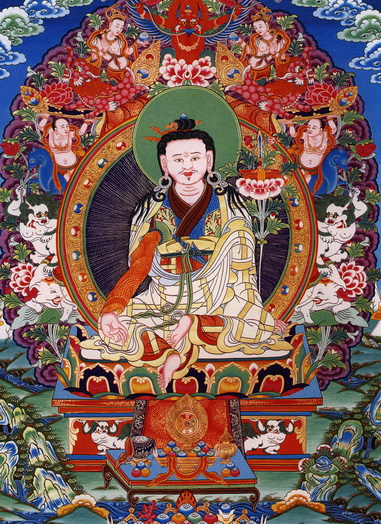
吉美林巴

仁增·吉美·林巴（藏語：འཇིགས་མེད་གླིང་པ།，威利转写：'Jigs-med gling-pa，THL：Jigme Lingpa；1729年—1798年），西藏寧瑪派伏藏師，他發現了著名伏藏龍欽心髓（Longchen Nyingthig），大圓滿法教上師，被尊稱為持明者（Rigdzin）、無畏洲尊者。

## 生平
吉美林巴一生未出家，由淨相獲得龍欽巴大師傳授匯集大圓滿三種心要的龍欽心髓傳承。許多教法由第一世多竹千仁波切寫下。

## 著作
《龍欽寧提》、《上師相應法》、《功德寶藏論》。
《通達舊續十萬珍寶之所詮遍佈瞻部洲地域之莊嚴》、意伏藏《龍欽寧提典籍根本明示》等、結集及新作《普巴續經典》、《佛教一切道次功德珍寶藏本注》

## 弟子及轉世
吉美林巴的主要弟子為第一世多竹千仁波切 (The First Dodrupchen Rinpoche Jikmé Trinlé Özer，1745－1821)與吉美賈威紐固 (如來芽，Jikmé Gyalwé Nyugu，1765－1843)。吉美林巴三位轉世參與了十九世紀的不分教派利美運動，他們是
- 多欽哲‧耶喜多傑 (Do Khyentse Yeshe Dorje，1800－1866)。
- 巴楚仁波切 (Patrul Rinpoche，1808－1887)。
- 蔣揚欽哲旺波 (蔣揚欽哲旺波，1820－1892)。